# Gábor Hatos
Pour les articles homonymes, voir Hato.
Gábor Hatos (né le 3 octobre 1983 à Eger) est un lutteur hongrois.

## Biographie
Après disqualification pour dopage de l'Ouzbek Soslan Tigiev arrivé 3e, il se voit attribuer la médaille de bronze lors des Jeux olympiques de Londres en 2012.

## Palmarès

### Jeux olympiques
- Médaille de bronze en 2012
- participation en 2004

### Championnats du monde
- Médaille de bronze en 2010

### Championnats d'Europe
- Médaille d'argent en catégorie des moins de 74 kg en 2013 à Tbilissi (Géorgie)
- Médaille de bronze en catégorie des moins de 74 kg en 2006 à Moscou (Russie)